# Junta von Monterey

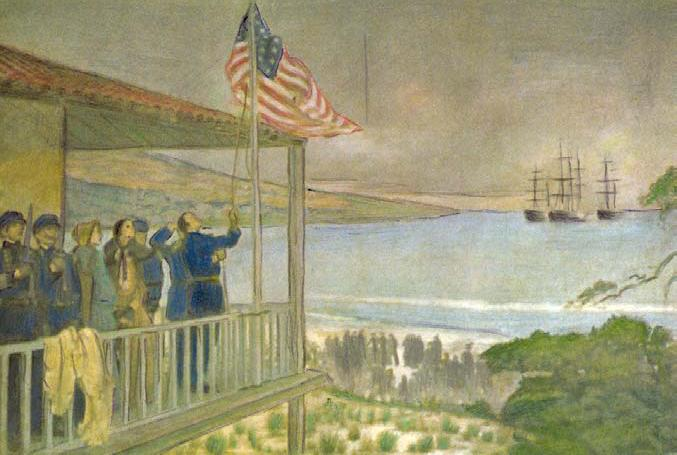
Mit der Eroberung von Monterey durch US-Amerikaner endete im Juli 1846 die von der Junta angestrebte Unabhängigkeit.

Die Junta von Monterey war eine 1846 während des Mexikanisch-Amerikanischen Krieges von hispanisch-kalifornischen Militärs und Notabeln einberufene Ratsversammlung und Regionalregierung. Sie beabsichtigte, Oberkalifornien (Alta California) von Mexiko zu lösen und während des Kriegs neutral zu halten. Die Kalifornier unterlagen aber der parallel von US-amerikanischen Siedlern gebildeten Republik Kalifornien und US-Truppen, Kalifornien wurde schließlich von den USA erobert und annektiert.

## Vorgeschichte

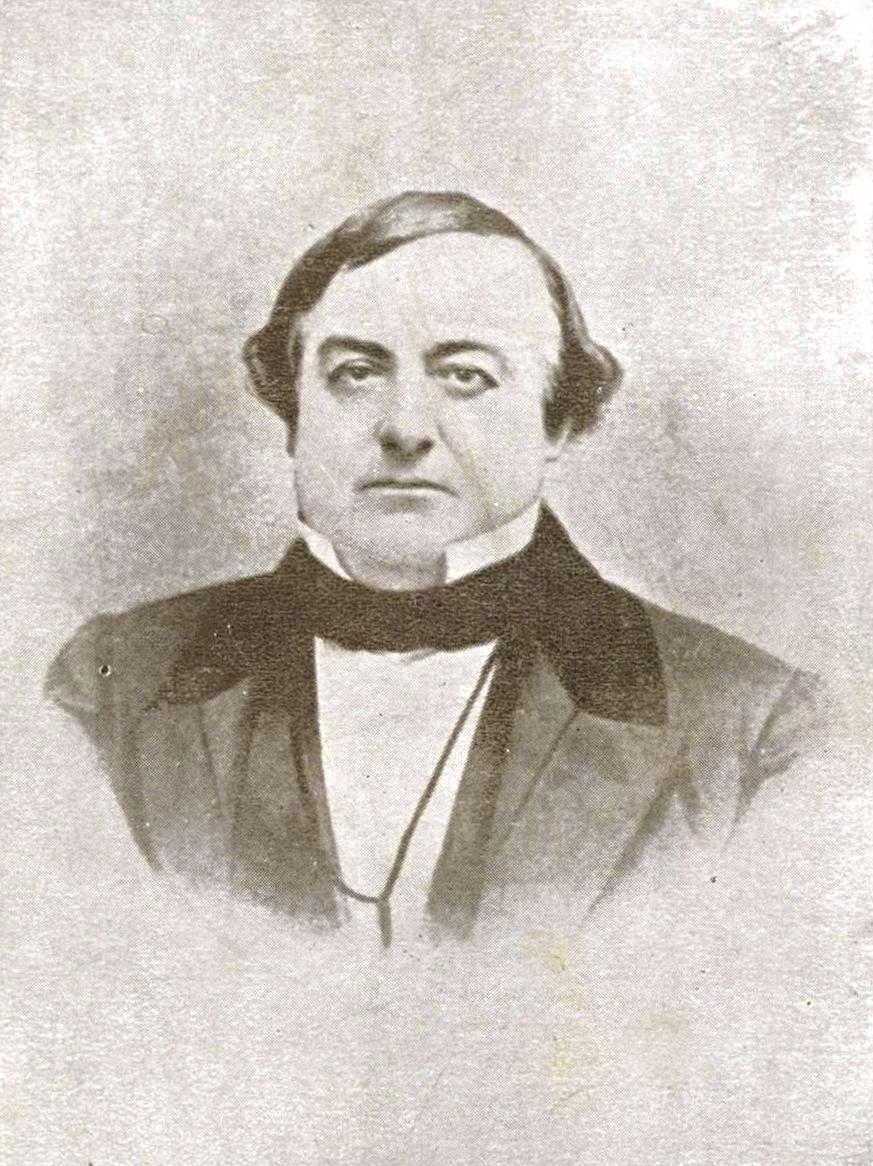
Juan Alvarado war zweimal Gouverneur (1836–1837 und 1838–1842) und ein enger Freund der Generale Castro und Vallejo

Erstmals 1822 hatte sich in der kalifornischen Hauptstadt Monterey eine Junta regionaler Militärkommandanten und Grundbesitzer gebildet, die die Unabhängigkeit Kaliforniens von Spanien und den Anschluss an das 1821 unabhängig gewordene Mexiko proklamiert hatte. Konflikte zwischen der mexikanischen Zentralregierung und der hispanischen Bevölkerung Kaliforniens hatten sich jedoch schon kurz nach dem Sturz des Ersten Kaiserreichs (1823) entwickelt. Gegen den Willen der Kalifornier wurden die Missionsstationen, die den Eid auf die Republik verweigerten, säkularisiert, die verbliebenen Spanier ausgewiesen und südmexikanische Siedler in die dünnbesiedelten Nordregionen Kaliforniens entsandt. Dagegen erhoben sich die Kalifornier unter Juan Bautista Alvarado 1836 in einem Aufstand, der ihnen schließlich Autonomie und einen Gouverneur aus ihren eigenen Reihen einbrachte. Gegen den Einfluss der Zentralregierung bemühten sich die Kalifornier um eine Annäherung an die USA und eine Förderung US-amerikanischer Unternehmen im Land, wurden jedoch angesichts des texanischen Beispiels gegenüber dem Zustrom US-amerikanischer Siedler und Goldsucher misstrauisch und sogar feindselig. Ab 1841 begannen Frankreich, Großbritannien und die USA um den vorherrschenden Einfluss in Kalifornien zu rivalisieren und zu intervenieren bzw. einander an Interventionen zu hindern (ebenso parallel im Königreich Hawaiʻi). Mexiko reagierte darauf, indem es Kalifornien durch die Ernennung eines neuen Gouverneurs 1842 wieder enger an die Zentralregierung zu binden versuchte.
Als sich mit der Wahl von James Polk zum US-Präsidenten ab 1845 wegen Texas ein Krieg zwischen den USA und Mexiko abzeichnete, vertrieben die Kalifornier ihren gegenüber der mexikanischen Zentralregierung zu loyalen Gouverneur. Neuer Gouverneur wurde Pío de Jesús Pico (der schon einmal 1832 kurzzeitig Gouverneur gewesen war), neuer Generalkommandant José Castro (der schon 1836/37 Generalkommandant gewesen war). Beide versuchten, zwischen den USA und Mexiko zu lavieren und den Krieg für eine Selbständigkeit Kaliforniens zu nutzen.

## Kaliforniens Optionen 1846
Pico und Castro hatten jedoch unterschiedliche Auffassungen davon, welchen Weg Kalifornien fortan beschreiten sollte. Während Pico die Hauptstadt in das südlicher gelegene Los Angeles verlegte und dort Anfang März 1846 eine Asamblea Departamental einberief, rief Castro Ende März 1846 in der bisherigen Hauptstadt Monterey eine Junta Departamental ein, die militärische Maßnahmen gegen eine im Norden drohende US-amerikanische Invasion vorbereiten sollte. Beide baten die mexikanische Zentralregierung um Anerkennung. Doch Präsident Herrera, der Pico als Gouverneur bestätigt hatte, war inzwischen durch General Paredes gestürzt worden. Während Castro Paredes um Truppenverstärkungen bat, befürchtete Pico, mexikanische Truppen würden die Selbständigkeit Kaliforniens bedrohen und hohe Unterhaltskosten verursachen. Die Junta in Monterey sprach sich im Mai 1846 für die baldige Unabhängigkeit Kaliforniens aus und begann darüber zu beraten, ob sich Kalifornien dann unter das Protektorat einer europäischen Großmacht stellen oder den USA anschließen sollte.

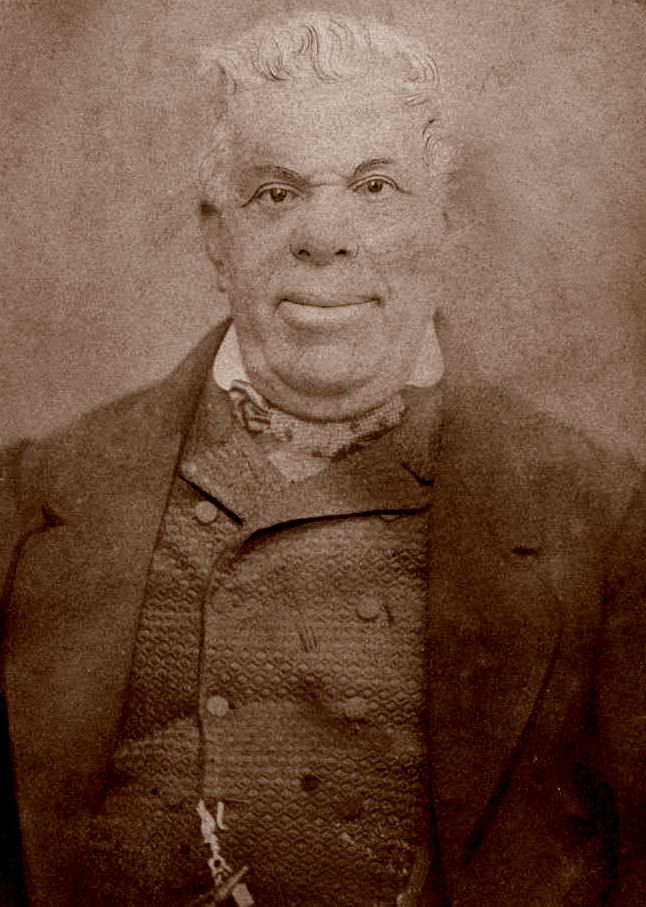
Gouverneur Pio Pico favorisierte den Schutz Großbritanniens.
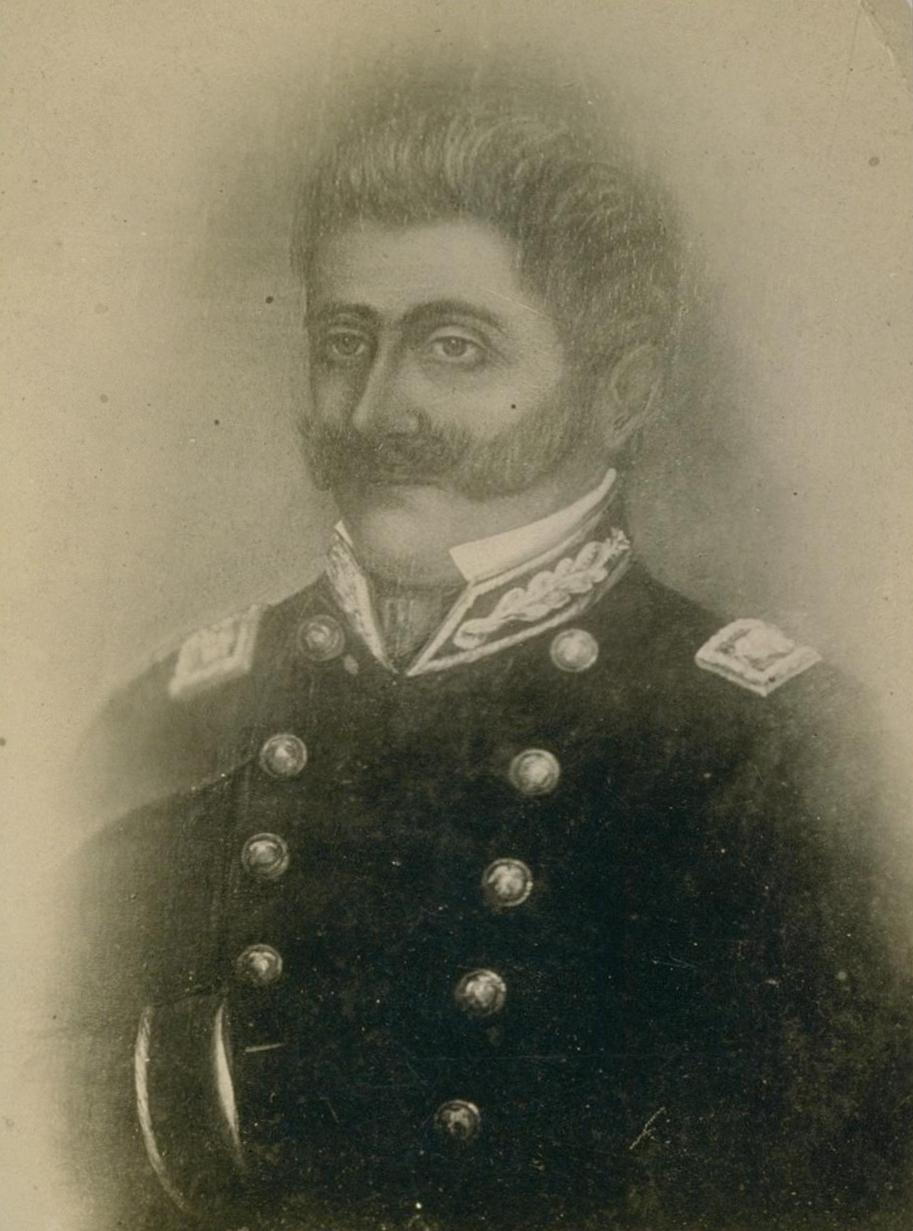
Militärchef José Castro favorisierte ein Protektorat Frankreichs.
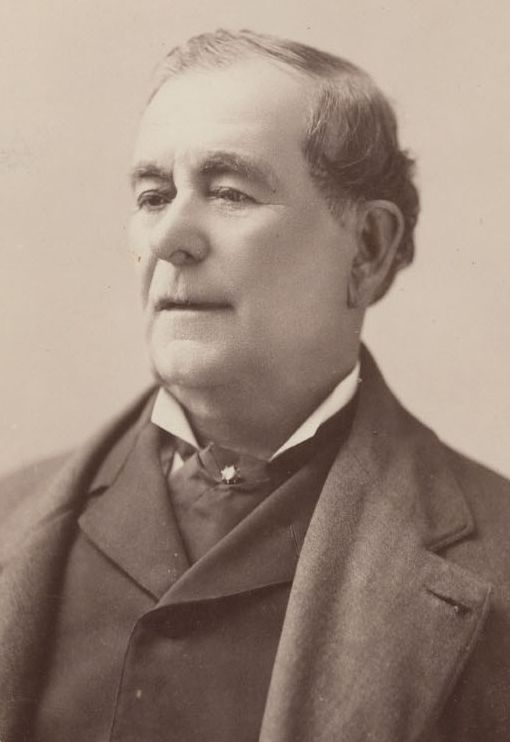
General Mariano Vallejo warb für einen Anschluss an die USA.

- Wie Pío de Jesús Pico, der der Versammlung in Monterey selbst ja nicht angehörte, hoffte zunächst auch die Mehrheit der Delegierten in Monterey auf einen Schutz durch die britische Flotte. Großbritannien erwog zunächst offenbar, Mexiko als Ausgleich für mexikanisch-kalifornische Schulden (15 Mio. Pfund) Kalifornien einfach abkaufen zu können.[1] Großbritannien grenzte über das Oregon-Gebiet bereits direkt an Kalifornien und unterhielt vor der nordamerikanischen Atlantikküste eine stärkere Flotte als die USA, zeigte jedoch keinerlei Neigungen, wegen Kalifornien in einen Konflikt mit den USA hineingezogen zu werden. Stattdessen vereinbarten Großbritannien und die USA im Juni 1846 den Oregon-Kompromiss, durch den das Oregon-Gebiet zwischen beiden Staaten aufgeteilt wurde und sich Großbritannien von der kalifornischen Grenze zurückzog.
- José Antonio Castro hatte wiederholt Sympathien für ein französisches Protektorat über Kalifornien zu erkennen gegeben. Wie Mexiko bzw. Kalifornien war auch Frankreich katholisch und Teil der „lateinischen Rasse“. Es hatte schon einmal (1838) Krieg gegen Mexiko geführt und war ab 1842 als mögliche Schutzmacht für Johann Sutters kalifornisches Neu-Helvetien im Gespräch gewesen. Zahlreiche Franzosen und Franco-Kanadier hatten sich bereits in Kalifornien niedergelassen. Doch auch Frankreich hatte ein größeres Interesse an guten Beziehungen zu den USA als an einem Engagement in Kalifornien.[2]
- Beeinflusst vom US-amerikanischen Konsul Thomas Larkin sprach sich der kalifornische General Mariano Guadalupe Vallejo (ehemaliger Generalkommandant 1841–1842) vor den Delegierten leidenschaftlich für einen Anschluss an die USA aus. Larkin dachte dabei zunächst an eine gemeinsame Unabhängigkeit der Kalifornier sowie der US-Siedler, ein Anschluss an die USA sollte erst zu einem späteren Zeitpunkt erfolgen (1847 oder 1848).[3] So lange wollten die US-amerikanischen Siedler jedoch nicht warten, von ihrer sogenannten Bear Flag Revolt wurden selbst Vallejo und Larkin überrascht.

Noch während die Kalifornier darüber berieten, welchem Staat der Vorzug zu geben sei, schufen die US-Amerikaner vollendete Tatsachen und proklamierten ihre eigene Republik Kalifornien.

## Niederlage

Übersichtskarte des Krieges mit den Operationen in Kalifornien (in heller Farbe)

Parallel zum Kriegsbeginn standen ab April 1846 auch Castros wenige Truppen im Kampf mit ins Land einfallenden US-amerikanischen Siedlern unter John Frémont, im Mai rückten die Amerikaner auf Sacramento vor. Als Frémonts Siedler jedoch im Juni 1846 Sonoma besetzten, Vallejo gefangen nahmen und eine Republik Kalifornien proklamierten, ermächtigte die Junta in Monterey Castro, das Kriegsrecht und den Belagerungszustand auszurufen. Dagegen berief Pico Mitte Juni eine konkurrierende Junta in Santa Barbara ein, um die Unabhängigkeit Kaliforniens zu beschließen oder den Anschluss Kaliforniens an einen anderen Staat. Das Nichteingreifen der Franzosen und Briten sowie die interne Spaltung der Kalifornier und ihr Konflikt mit der mexikanischen Zentralregierung ermöglichten den Sieg der US-Amerikaner.
Castro rückte derweil Frémont entgegen, wurde aber geschlagen. Zusammen mit regulären US-Truppen eroberte Frémont im Juli 1846 Monterey, Castro zog sich nach Süden zurück. Pico und Castros Nachfolger wurde José María Flores. Im August besetzten US-Truppen auch Los Angeles, auch wenn kalifornische und mexikanische Truppen es noch einmal kurz zurückerobern konnten. Im Dezember 1846 eroberten die US-Truppen San Diego, und im Januar 1847 kapitulierten schließlich auch die letzten kalifornisch-mexikanischen Truppen in Los Angeles (Kapitulationsvertrag von Cahuenga). Vergeblich hatte sich der französische Konsul in Kalifornien noch um eine Intervention seines Heimatlandes bemüht, Frankreich jedoch war bereits mit sozialen Unruhen beschäftigt, die zum Ausbruch der Februarrevolution 1848 führten.
Mit dem Friedensschluss von 1848 wurde Kalifornien von den USA endgültig annektiert. Castro blieb in Mexiko und wurde 1853 Generalkommandant des mexikanisch gebliebenen Niederkalifornien (Baja California). Vallejo hingegen blieb in Oberkalifornien und wurde 1850 Mitglied des kalifornischen Senats. Auch Pico und Alvarado blieben in Kalifornien, Pico wurde 1853 in den Stadtrat von Los Angeles gewählt.